# Fusion 360
Fusion 360 è un software CAD sviluppato da Autodesk nel 2013, che permette la progettazione di modelli 3D, circuiti stampati e disegni 2D e 3D. Nel 2024 cambia denominazione in Fusion, rimuovendo '360'.